# Erkki Kairamo

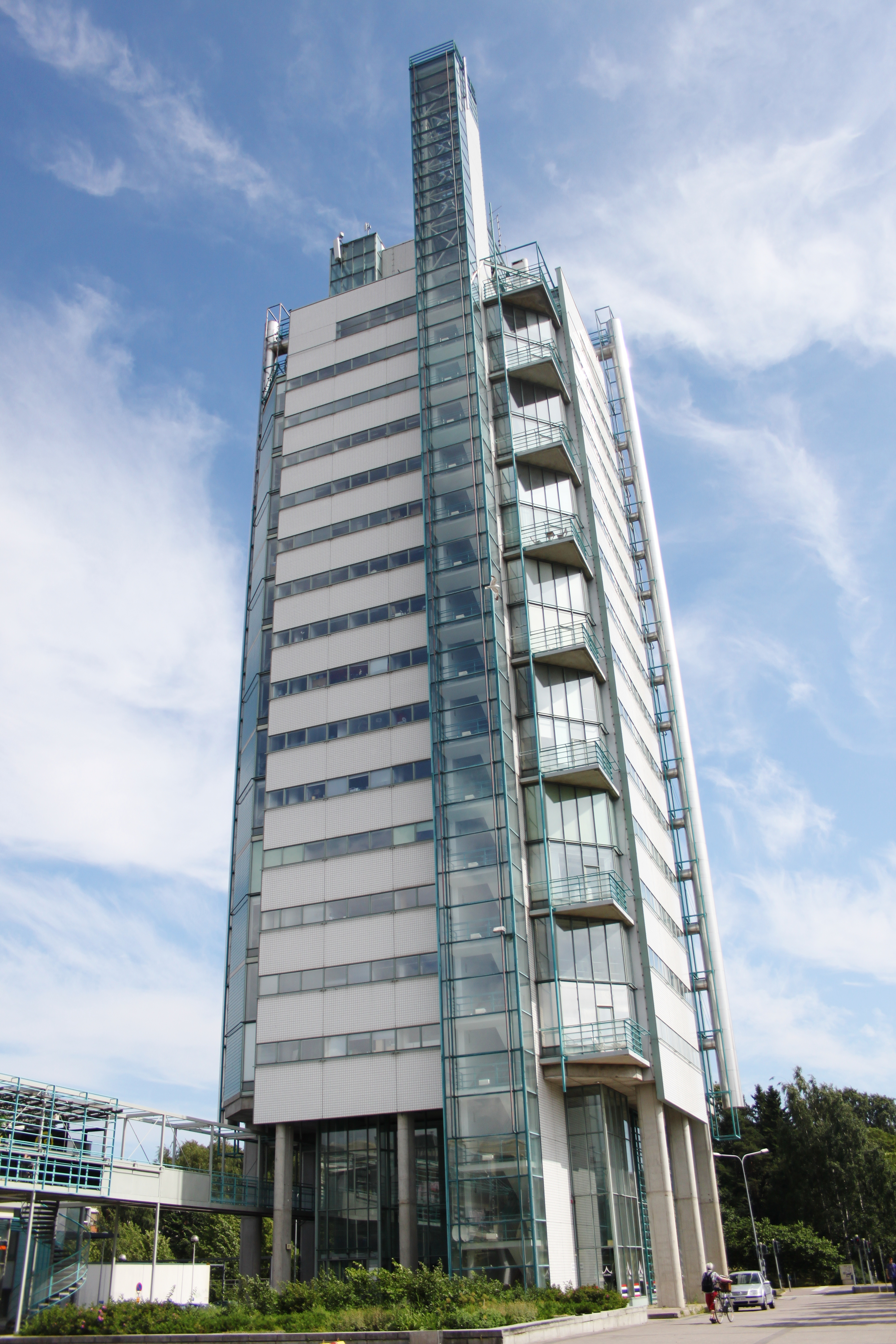
Itäkeskuksen maamerkki i Helsingfors (1987).

Erkki Kairamo, född 25 juli 1936 i Helsingfors, död där 25 juli 1994, var en finländsk arkitekt. 
Kairamo startade 1973 tillsammans med Kristian Gullichsen och Timo Vormala arkitektbyrån Gullichsen Kairamo Vormala Arkkitehdit och gjorde sig därefter känd som en av Finlands främsta modernister. Han är inspirerad av 1930-talets funktionalism och genomgående inslag av stålkonstruktioner och konstruktivism. Tillsammans med sina båda kollegor segrade han i en rad arkitekttävlingar i Finland och utomlands; han deltog bland annat i ombyggnaden av tull- och packhuset på Skatudden till hotell Grand Marina (1992) och tillbyggnaden av varuhuset Stockmann (1989), båda i Helsingfors. Till Kairamos främsta personliga projekt räknas Marimekkos fabrik i Hertonäs (tillsammans med Reijo Lahtinen, 1974), Varkaus pappersbruk (1977) och kraftverk (1990), Ängskulla brandstation i Esbo (1991) samt stramt konstruktivistiska bostadshus i Hanikka i Esbo (tillsammans med Maija Kairamo, 1970) och ett flertal bostadsprojekt i Westend i Esbo (1971, 1980 och 1990).